# Kwas nadtechnetowy
Kwas nadtechnetowy, HTcO
4 – nieorganiczny związek chemiczny z grupy kwasów tlenowych, zawierający technet na VII stopniu utlenienia. Należy do najmocniejszych kwasów. Tworzy sole – nadtechnetany. Anion TcO−
4 jest bezbarwny.
Bezwodnikiem kwasu nadtechnetowego jest tlenek technetu(VII), który reaguje z wodą według reakcji:
Tc
2O
7 + H
2O → 2HTcO
4
Kwas nadtechnetowy można też otrzymać przez przepuszczenie roztworu nadtechnetanu potasu przez silny kationit. Powstaje również w wyniku działania nadtlenku wodoru na świeżo strącony tlenek technetu(IV).
Rozcieńczone roztwory kwasu nadtechnetowego są bezbarwne, podczas zatężania stają się żółte, czerwone, a po usunięciu całej wody – ciemnoczerwone. Kolor ten jest nieoczekiwany dla jonu, w którym technet nie zawiera elektronów d; przypuszcza się, że jest on wynikiem samorzutnej utraty tlenu przez stężony HTcO
4 i powstawanie barwnych związków na niższym stopniu utlenienia.
Nadtechnetany są zazwyczaj związkami trwałymi, np. nadtechnetan potasu można stopić, a następnie sublimować bez rozkładu w temp. ok. 1000 °C.